# Worm (movimento)
O worm (do inglês "verme") é um movimento ginástico do break dance e do funk, onde o executante se estende de bruços sobre o chão e, apoiado sobre as mãos, produz um movimento sequencial em forma de onda ao longo de seu corpo, semelhante a movimentação de um verme.

## História
A origem deste movimento é desconhecida, mas já existem referências na década de 1970. Popularizando-se no período do funk 80, e pervive em associação com o break dance. Ainda que não é um de seus movimentos mais atléticos ou espetaculares, seu aspecto vistoso o volta um passo característico.
Em junho de 1999, teve especial notoriedade, quando a companhia de luta livre profissional World Wrestling Federation introduziu à equipa de lutadores Too Cool. Seus membros interpretavam personagens de bailarinos de hip hop, e um deles, Scotty 2 Hotty, se fez famoso por executar o verme antes do golpe final. Este movimento foi herdado pelo também lutador da WWE Otis Dozovic, quem o introduziu em 2018 o nome de Caterpillar (devido ao grande peso de Dozovic).